# Тарланкак
Тарланкак (дарг. Тарланкьякь, в пер. «Холмистая вершина») — село в Левашинском районе Дагестана. Входит в состав сельского поселения Сельсовет Мекегинский.

## География
Расположено в 14 км к юго-востоку от районного центра села Леваши, на реке Капрах.

## Население
| 1926 | 1939 | 1970 | 1989 | 2002 | 2010 | 2021 |
| ---- | ---- | ---- | ---- | ---- | ---- | ---- |
| 157  | ↘110 | ↘79  | ↘40  | ↗77  | ↘28  | ↗54  |